# Alkmaarsche Courant

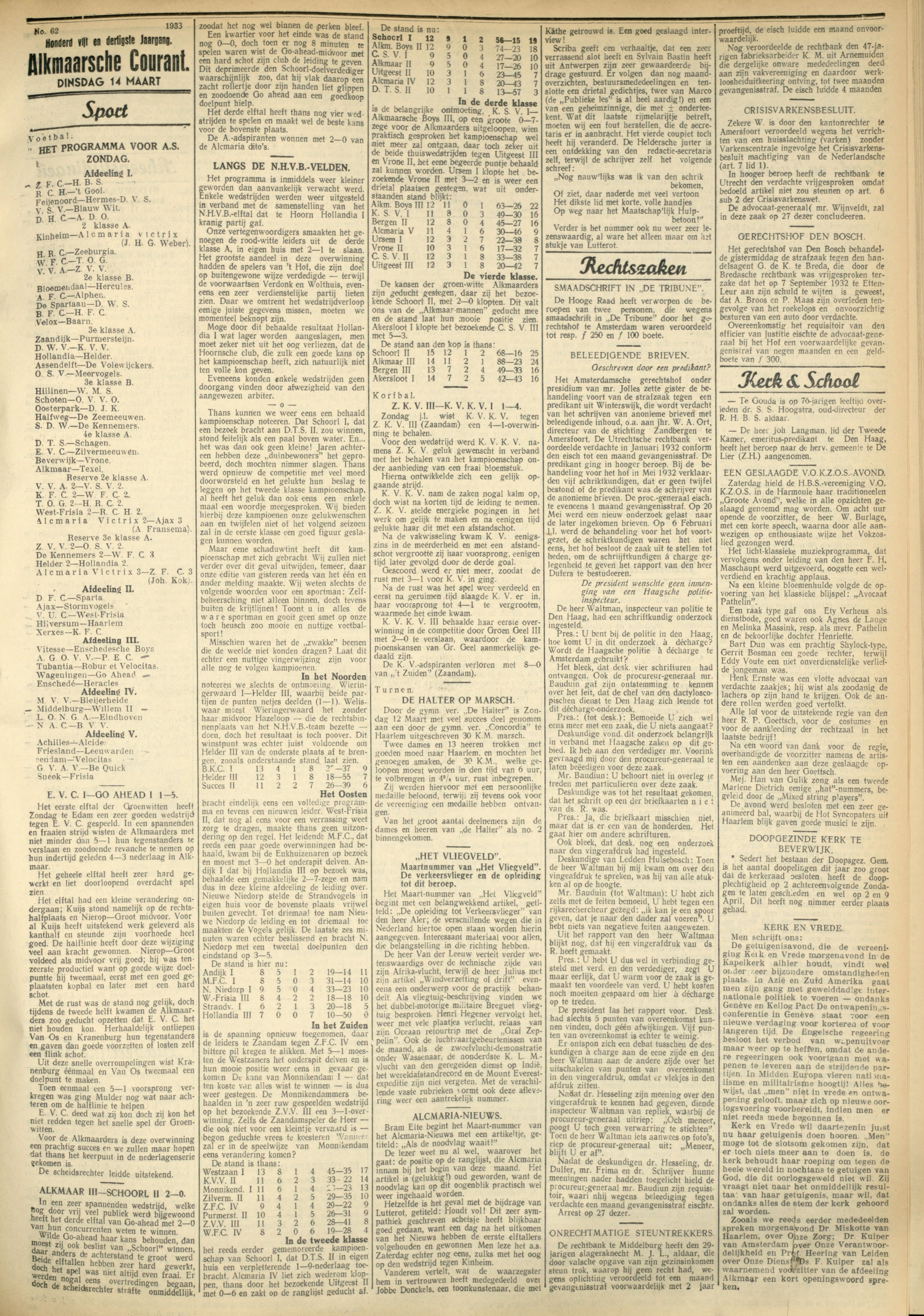
De Alkmaarsche Courant van 14 maart 1933.

De Alkmaarsche Courant werd in 1799 in Alkmaar opgericht door Adrianus Sterck. De omvang bedroeg toen vier halve velletjes briefpapier.
Tegenwoordig verschijnt de Alkmaarsche Courant in een oplage van circa 40.000 exemplaren in de omgeving van onder meer Alkmaar, Bergen, Heerhugowaard, Schermer en Langedijk.
De Alkmaarsche Courant is de grootste editie van het Noordhollands Dagblad, dat op zijn beurt wordt uitgegeven door Mediahuis Nederland.